# Zizhou

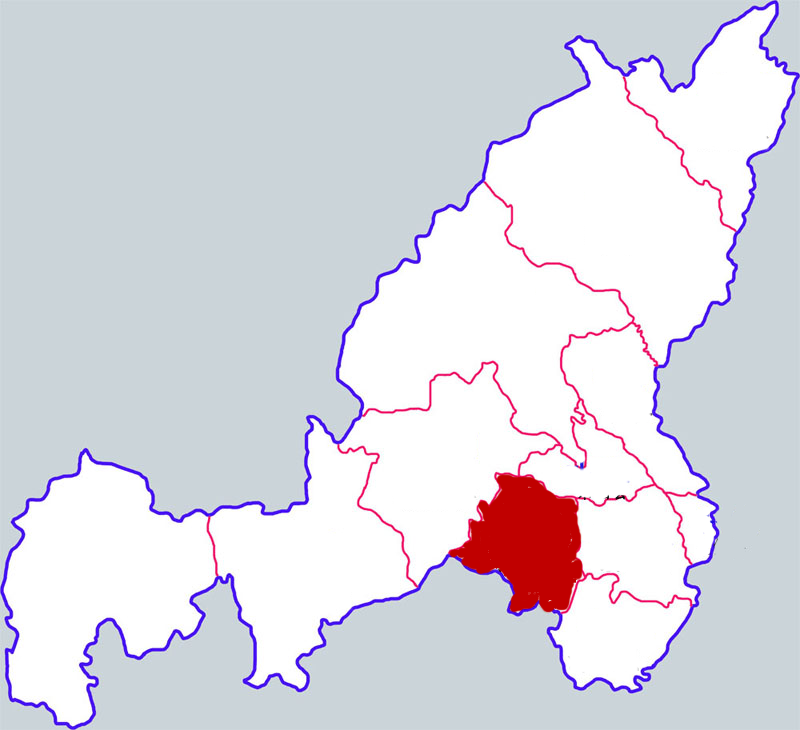
Lage des Kreises Zizhou auf dem Gebiet der bezirksfreien Stadt Yulin

Der Kreis Zizhou (子洲县,  Zǐzhōu Xiàn) ist ein chinesischer Kreis, der zum Verwaltungsgebiet der bezirksfreien Stadt Yulin (榆林) im Norden der Provinz Shaanxi gehört. Zizhou hat eine Fläche von 2.026 km² und zählt 138.612 Einwohner (Stand: Zensus 2020). Sein Hauptort ist die Großgemeinde Shuanghuyu (双湖峪镇).

## Administrative Gliederung
Auf Gemeindeebene setzt sich der Kreis aus zehn Großgemeinden und acht Gemeinden zusammen.